# أدي لويس
أدي لويس (بالإنجليزية: Ady Lewis)‏ مواليد 31 مايو 1975 في إنجلترا، هو ملاكم محترف بريطاني يصنف ضمن فئة وزن الذبابة بدأ مسيرته الاحترافية سنة 1994.

## إحصائيات
خاض خلال مسيرته 25 نزالا، فاز في 19 وتعادل في 1 وخسر في 5. فاز بالضربة القاضية في 12 نزالا.

## روابط خارجية
- أدي لويس على موقع بوكس ريك (الإنجليزية) (registration required)